# Élections municipales québécoises de 1990
Les élections municipales québécoises de 1990 sont les scrutins tenus le 4 novembre 1990 dans certaines municipalités du Québec. Elles permettent de déterminer les maires et/ou les conseillers de ces municipalités.
Les élections ont notamment lieu à Montréal.